# Чемпионат мира по футболу среди женщин 2015 (отборочный турнир)
Отборочный турнир Чемпионата мира по футболу 2015 в Канаде проходил с 4 апреля 2013 года по 2 декабря 2014 года. 11 июня 2012 года ФИФА объявила об изменении распределения отборочных мест для континентальных конфедераций. Поскольку количество команд, участвующих в финальном турнире увеличилось с 16 до 24, то и изменилось количество квот, принадлежащих региональным конфедерациям. Одно место заняли хозяева турнира, конфедерации получили 22 гарантированных мест в финальном турнире, ещё 1 место было разыграно между представителями КОНМЕБОЛ и КОНКАКАФ. Исполнительный комитет ФИФА одобрил следующее распределение квот:
- АФК (Азия): 5 мест (ранее — 3)
- КАФ (Африка): 3 места (ранее — 2)
- УЕФА (Европа): 8 мест (ранее — 4,5 + 1)
- ОФК (Океания): 1 место (как и на ЧМ-2011)
- КОНКАКАФ (Северная, Центральная Америки, Карибы): 3,5 места (ранее — 2,5)
- КОНМЕБОЛ (Южная Америка): 2,5 места (ранее — 2)

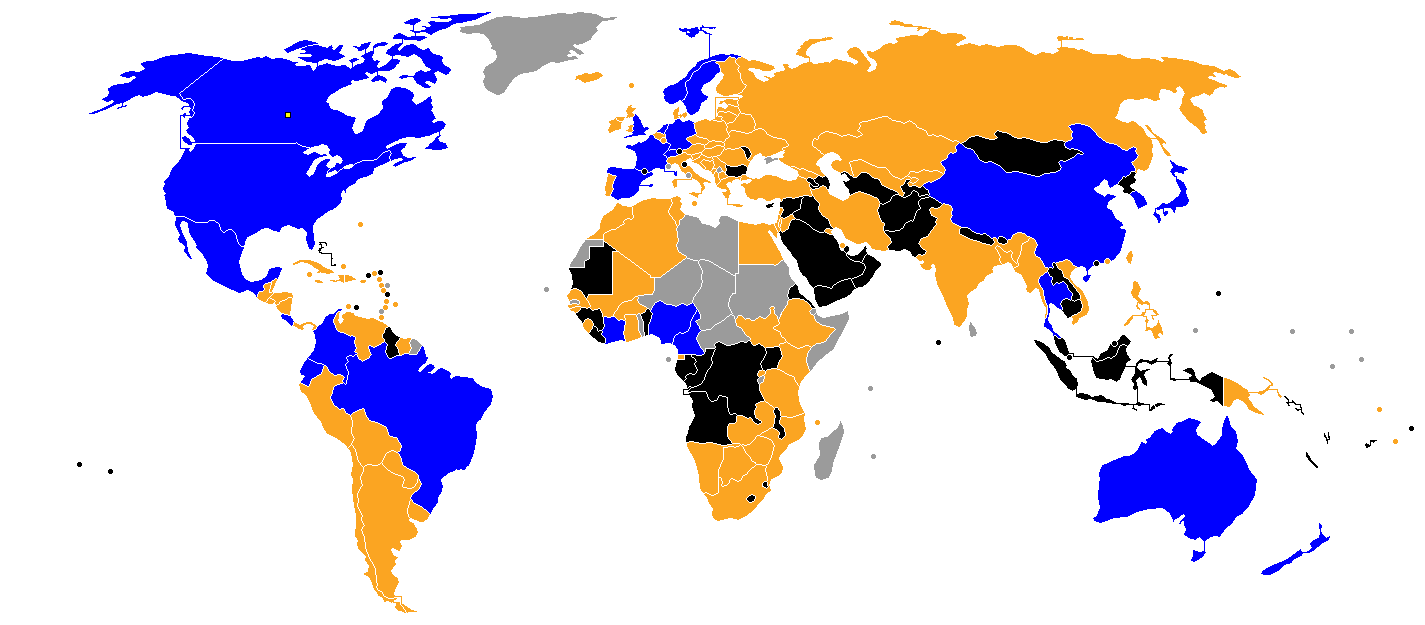
Квалифицировались на чемпионат мира
Не квалифицировались на чемпионат мира
Не участвовали в отборочном турнире
Нет футбольной женской сборной

## Участники
В отборочном турнире принимало участие рекордное число сборных (134), состоявших в ФИФА на начало отборочного цикла. Канада, как организатор чемпионата, автоматически получила место в финальном турнире.

## Вышли в финальный турнир
| Сборная          | Способ квалификации                           | Дата выхода в финальный турнир | Участие в финальном турнире | Подряд | В последний раз | Лучший результат                  | Рейтинг ФИФА на 19 сентября 2014 |
| ---------------- | --------------------------------------------- | ------------------------------ | --------------------------- | ------ | --------------- | --------------------------------- | -------------------------------- |
| Канада           | Хозяева                                       | 3 марта 2011                   | 6                           | 6      | 2011            | 4-е место (2003)                  | 8                                |
| Япония           | 1-е место Кубок Азии 2014                     | 18 мая 2014                    | 7                           | 7      | 2011            | Чемпион (2011)                    | 3                                |
| Австралия        | 2-е место Кубок Азии 2014                     | 18 мая 2014                    | 6                           | 6      | 2011            | 1/4 финала (2007, 2011)           | 10                               |
| Китай            | 3-е место Кубок Азии 2014                     | 18 мая 2014                    | 6                           | 1      | 2007            | Финал (1999)                      | 14                               |
| Республика Корея | 4-е место Кубок Азии 2014                     | 18 мая 2014                    | 2                           | 1      | 2003            | Групповой этап (2003)             | 17                               |
| Таиланд          | 5-е место Кубок Азии 2014                     | 21 мая 2014                    | 1                           | 1      | —               | Дебют                             | 30                               |
| Швейцария        | 1-е место Европа, группа 3                    | 15 июня 2014                   | 1                           | 1      | —               | Дебют                             | 18                               |
| Англия           | 1-е место Европа, группа 6                    | 21 августа 2014                | 4                           | 3      | 2011            | 1/4 финала (1995, 2007, 2011)     | 7                                |
| Норвегия         | 1-е место Европа, группа 5                    | 13 сентября 2014               | 7                           | 7      | 2011            | Чемпион (1995)                    | 9                                |
| Германия         | 1-е место Европа, группа 1                    | 13 сентября 2014               | 7                           | 7      | 2011            | Чемпион (2003, 2007)              | 2                                |
| Испания          | 1-е место Европа, группа 2                    | 13 сентября 2014               | 1                           | 1      | —               | Дебют                             | 16                               |
| Франция          | 1-е место Европа, группа 7                    | 13 сентября 2014               | 3                           | 2      | 2011            | 4-е место (2011)                  | 4                                |
| Швеция           | 1-е место Европа, группа 4                    | 17 сентября 2014               | 7                           | 7      | 2011            | 2-е место (2003)                  | 5                                |
| Бразилия         | 1-е место Кубок Америки 2014                  | 26 сентября 2014               | 7                           | 7      | 2011            | 2-е место (2007)                  | 6                                |
| Колумбия         | 2-е место Кубок Америки 2014                  | 28 сентября 2014               | 2                           | 2      | 2011            | Групповой этап (2011)             | 31                               |
| Нигерия          | 1-е место Кубок африканских наций 2014        | 22 октября 2014                | 7                           | 7      | 2011            | 1/4 финала (1999)                 | 35                               |
| Камерун          | 2-е место Кубок африканских наций 2014        | 22 октября 2014                | 1                           | 1      | —               | Дебют                             | 51                               |
| США              | 1-е место Кубок КОНКАКАФ 2014                 | 24 октября 2014                | 7                           | 7      | 2011            | Чемпион (1991, 1999)              | 1                                |
| Коста-Рика       | 2-е место Кубок КОНКАКАФ 2014                 | 24 октября 2014                | 1                           | 1      | —               | Дебют                             | 40                               |
| Камерун          | 3-е место Кубок африканских наций 2014        | 25 октября 2014                | 1                           | 1      | —               | Дебют                             | 64                               |
| Мексика          | 3-е место Кубок КОНКАКАФ 2014                 | 26 октября 2014                | 3                           | 2      | 2011            | Групповой этап (1999, 2011)       | 25                               |
| Новая Зеландия   | 1-е место Кубок наций ОФК 2014                | 29 октября 2014                | 4                           | 3      | 2011            | Групповой этап (1991, 2007, 2011) | 19                               |
| Нидерланды       | победитель плей-офф Европа                    | 27 ноября 2014                 | 1                           | 1      | —               | Дебют                             | 15                               |
| Эквадор          | победитель межконтинентальных стыковых матчей | 2 декабря 2014                 | 1                           | 1      | —               | Дебют                             | 49                               |

## Отборочный турнир

### Европа (УЕФА)
В финальный турнир вышли 8 команд.
На предварительном этапе восемь сборных были разбиты на две группы, из которых в следующий раунд выходили по 2 сборные. На втором этапе 42 сборные были разбиты на семь групп по шесть команд. Победители групп напрямую попадали в финальную стадию. Четыре сборные с лучшими показателями из числа команд, занявших второе место, разыграли оставшуюся путёвку на чемпионат мира в квалификационном турнире, проходившем по системе плей-офф.

### Южная Америка (КОНМЕБОЛ)
Десять сборных зоны КОНМЕБОЛ в рамках Кубка Америки разыграли две с половиной путёвки на чемпионат мира. Финалисты турнира напрямую попали на мировое первенство; команда, занявшая третье место, приняла участие в межконтинентальных стыковых матчах.

### Северная Америка (КОНКАКАФ)
Канада, как организатор турнира автоматически получила путёвку на участие в нём. Изначально в отборочном турнире участвовали 28 сборных, к финальному турниру Кубка КОНКАКАФ их осталось 8. Сборные, занявшие три первых места получали прямые путёвки на чемпионат мира, а ещё одна команда приняла участие в межконтинентальных стыковых матчах.

### Африка (КАФ)
В ходе нескольких квалификационных раундов из 26 сборных, начинавших отборочный цикл, остались 8 команд, которые в рамках Кубка африканских наций разыграли 3 путёвки на чемпионат мира.

### Азия (АФК)
Участвовали 20 сборных, из них в финальный турнир вышли 8 команд. Кубок Азии прошёл с 14 по 25 мая 2014 года. Команды, вышедшие в полуфинал турнира напрямую квалифицировались на чемпионат мира, а сборные, занявшие третье место сыграли дополнительный матч за 5-е место, дающее ещё одну путёвку на мировое первенство.

### Океания (ОФК)
Участвовали 4 команды, которые в ходе группового турнира определили одну сборную, которая получила путёвку на чемпионат мира.

### Межконтинентальные стыковые матчи
| Команда 1 | Итог | Команда 2         | 1-й матч | 2-й матч |
| --------- | ---- | ----------------- | -------- | -------- |
| Эквадор   | 1:0  | Тринидад и Тобаго | 0:0      | 1:0      |

| 8 ноября 2014 | \| Эквадор \| 0:0 Отчёт \| Тринидад и Тобаго \| | Олимпико Атауальпа, Кито Судья: Бибиана Штайнхаус |
| Эквадор       | 0:0 Отчёт                                       | Тринидад и Тобаго                                 |

| 2 декабря 2014    | \| Тринидад и Тобаго \| 0:1 Отчёт \| Эквадор \| \| \| Голы \| Кинтерос 90+1′ \| | Стадион имени Хейсли Кроуфорда, Порт-оф-Спейн Судья: Эстер Штойбли |
| Тринидад и Тобаго | 0:1 Отчёт                                                                       | Эквадор                                                            |
|                   | Голы                                                                            | Кинтерос 90+1′                                                     |

## Лучшие бомбардиры
16 голов
- Вивианне Мидема